# Habbo Gerhard Lolling
Habbo Gerhard Lolling (23 novembre 1848, Tergast près d'Emden - 22 février 1894, Athènes) est un archéologue classique allemand.

## Biographie
Il étudie la philologie classique et l'archéologie à l'Université de Göttingen, obtenant son doctorat en 1871 avec une thèse sur Méduse. Après avoir obtenu son diplôme, il part à Athènes en tant que tuteur. Il vit et travaille en Grèce, principalement à Athènes, pour le reste de sa vie. En 1876, il commence à travailler comme rédacteur en chef pour Baedeker à Athènes et, en 1879, il est embauché comme bibliothécaire par l'Institut archéologique allemand, où il siège au comité de rédaction de la revue Mitteilungen des Deutschen Archäologischen Instituts, Athenische Abteilung. De 1888 jusqu'à sa mort, il travaille comme conservateur au musée national archéologique d'Athènes.
En 1878, il assiste Carl Humann dans les travaux d'excavation à Pergame en Asie Mineure. En 1879, il découvre une tombe à tholos mycénienne près du village de Menidi.

## Œuvres choisies
- 1880: Das Kuppelgrab bei Menidi – La tombe en forme de dôme près de Menidi.
- 1883 : Griechenland. Handbuch für Reisende ; Guide de voyage, Baedeker.
- 1889 : Hellenische Landeskunde und Topographie . Dans : Handbuch der klassischen Altertums-Wissenschaft in systematischer Darstellung – Études culturelles helléniques et topographie[3],[4].